# St. Paul’s metróállomás
A St. Paul’s a londoni metró egyik állomása az 1-es zónában, a Central line érinti.

## Története
Az állomást 1900. július 30-án adták át a Central London Railway (mai Central line) részeként Post Office néven. Mai nevét 1937. február 1-jén kapta.

## Forgalom
| Járat | Útvonal | Gyakoriság     |
| ----- | --- | -------------- |
|       | (Epping és Hainault felől –) Leytonstone – Leyton – Stratford – Mile End – Bethnal Green – Liverpool Street – Bank – St. Paul’s – Chancery Lane – Holborn – Tottenham Court Road – Oxford Circus – Bond Street – Marble Arch – Lancaster Gate – Queensway – Notting Hill Gate – Holland Park – Shepherd’s Bush – White City (– tovább Ealing Broadway és West Ruislip felé) | 2-3 percenként |

## Átszállási kapcsolatok
| Állomás    | Átszállási kapcsolatok            |
| ---------- | --------------------------------- |
| St. Paul’s | Helyi buszok (St. Paul’s Station) |

## Fordítás
- Ez a szócikk részben vagy egészben  a   St. Paul's tube station című angol Wikipédia-szócikk fordításán alapul.  Az eredeti cikk szerkesztőit annak laptörténete sorolja fel. Ez a jelzés csupán a megfogalmazás eredetét és a szerzői jogokat jelzi, nem szolgál a cikkben szereplő információk forrásmegjelöléseként.